# Баптист, Джамал
Джама́л Баптист (англ. Jamal Baptiste; род. 11 ноября 2003, Редбридж) — английский футболист, защитник клуба «Шеффилд Юнайтед».

## Клубная карьера
Воспитанник футбольной академии лондонского клуба «Вест Хэм Юнайтед». В ноябре 2020 года подписал свой первый профессиональный контракт. 23 января 2021 года дебютировал в основном составе «Вест Хэм Юнайтед», выйдя на замену в матче Кубка Англии против «Донкастер Роверс». 9 декабря 2021 года дебютировал в стартовом составе «молотобойцев» в матче группового этапа Лиги Европы УЕФА против «Динамо Загреб».

## Карьера в сборной
Выступал за сборные Англии до 16, до 17 и до 19 лет.